# اسچینیانو
اسچینیانو (به ایتالیایی: Schignano) یک کومونه در ایتالیا است که در استان کومو واقع شده‌است. اسچینیانو ۱۰٫۲ کیلومتر مربع مساحت و ۹۲۰ نفر جمعیت دارد و ۶۵۰ متر بالاتر از سطح دریا واقع شده‌است.